# Deklamation
Deklamation er oplæsning af digterværker på en kunstnerisk måde; svulstig og højtravende tale.
I antikken var der tale om øvelsestaler, som aspirerende talere udførte i retorikundervisningen.
Deklamation som kunstnerisk fremførelse af et poetisk eller retorisk, i verseform affattet tekststykke forudsætter i den udstrækning, den er kunstnerisk udført, personlige anlæg og kan derfor ikke læres videre end til sin tekniske side. Deklamationens teknik omfatter først og fremmest stemmens rationelle behandling. Taleorganerne må være fejlfrie og have undergået en nøje træning eller uddannelse, så at deklamatorens intentioner ikke møder nogen forhindringer i henseende til stemmens udholdenhed eller bøjelighed. En god deklamator må eje en ganske stor kundskab om det sprog, som han bruger, især med hensyn til dets i forskellige stilarter af tale anvendte ordformer samt dens udtale, hvilket i almindelighed efterstræbes som landets "rigssprogsudtale". I nogle lande findes ingen bestemt norm herfor, men en sådan findes blandt andet i Tyskland, hvor et "bühnenaussprache" er kodificeret.
Den nødvendige uddannelse i at deklamere indeholder, som for al veltalenhed, undervisning i intensitets- og tonalitetsaccent, i klangfarve og tempo, hvortil kommer iagttagelsen af verserytmens krav. Det er et gammelt stridsspørgsmål, hvorledes striden mellem den naturlige tales prosodi og den metriske betoning skal afgøres, en "ideal skole" stræber frem for alt efter rytmisk, stiliseret fremførelse, mens den "naturlige skole" nærmer verseudtalen så vidt gørligt til det daglige livs diktion. I hvert fald må versenes karakter af vers fastholdes, og uden for det dramatiske digt burde en alt for radikal tilnærmelse til hverdagsdiktion undgås. Ved deklamation i roller må naturligvis rollens psykologiske forudsætninger være bestemmende for deklamationens art.
Til grund for metrikken ligger, eller bør ligge, deklamationen, versene som kunstmæssigt fremført. Lige som al tale- og foredragskunst var deklamationen genstand for undervisning i antikken, og man har bevaret flere omfattende systematiske arbejder i retorik.